# Un passo dal cielo
Un passo dal cielo è una serie televisiva italiana trasmessa su Rai 1 dal 2011.
È incentrata per le prime tre stagioni sulla vita di Pietro Thiene, interpretato da Terence Hill, comandante di stazione del Corpo forestale di San Candido (in tedesco Innichen,  in ladino Sanciana), in Alto Adige. Dalla quarta stagione il nuovo comandante è Francesco Neri, interpretato da Daniele Liotti, che dalla sesta stagione si trasferisce a San Vito di Cadore, in Veneto. Ai due comandanti si affianca il commissario di polizia napoletano Vincenzo Nappi, interpretato da Enrico Ianniello, con il quale prima Pietro e poi Francesco hanno un rapporto di collaborazione. Dalla settima stagione la nuova protagonista è Manuela Nappi, sorella minore di Vincenzo, interpretata da Giusy Buscemi.
La sesta stagione è nota con il sottotitolo I Guardiani.

## Trama
Pietro Thiene è un ispettore superiore del Corpo forestale che lavora nel paese alpino di San Candido, collaborando, poiché hanno gli uffici contigui, con il commissario di polizia Vincenzo Nappi, appena arrivato in Alto Adige. Pietro ha una grande conoscenza della natura e delle montagne, ma si porta dentro il lutto per la morte della moglie, avvenuta durante una scalata. 
In seguito alla partenza di Pietro per il Nepal, gli subentra il comandante Francesco Neri, anch'egli con un passato drammatico, legato alla morte del figlio e alla conseguente separazione dalla moglie, unitasi a una setta.
Dopo lo scioglimento del Corpo forestale e la partenza di Francesco per la Slovenia, le vicende, spostatesi a San Vito di Cadore, si concentrano sulle indagini di Vincenzo e di sua sorella Manuela, divenuta nel frattempo poliziotta.

### Prima stagione
Pietro ha un rapporto conflittuale con la cognata Claudia, che lo ritiene responsabile della morte di sua sorella. L'ispettore aiuta comunque il nipote Giorgio, figlio della donna, in varie occasioni – partendo dalla mancata denuncia per furto di un'auto della Forestale, episodio che genera la stretta collaborazione tra zio e nipote – e lui e Claudia si riappacificano verso la fine della stagione. Vi è, inoltre, una storia d'amore tra Nappi e la veterinaria Silvia, sua coinquilina, e tra Giorgio e Chiara, la figlia non vedente di "Roccia", collega e amico di Pietro.

### Seconda stagione
Pietro soccorre una ragazza dell'Est Europa di nome Anya, che viene però uccisa, probabilmente per il fatto che era una pusher; il protagonista, invaghitosi della donna, si impegna, nel corso di tutta la stagione, a trovare l'assassino. Nappi sviluppa una forte gelosia nei confronti di Tobias, un ex di Silvia (con il quale Silvia partirà verso fine stagione per una missione in Alaska), e Chiara è alle prese con l'amica barista Miriam, innamorata di Giorgio.

### Terza stagione
Pietro aiuta Natasha, un'ex prostituta, a ritrovare il figlio Eugenij che le è stato sottratto; Nappi è stato lasciato da Silvia ma rimane attratto dalla modella Eva, mentre Giorgio, che ha intenzione di sposarsi con Chiara, diventa un forestale, entrando in rivalità con il collega Tommaso. Collaborando con Nappi, Pietro e Tommaso riescono a dimostrare che il bambino di una ricca coppia è in realtà Eugenij e salvano lui e Natasha dallo sfruttatore. Nappi ed Eva si fidanzano, come pure Tommaso e Natasha. Chiara e Giorgio invece si lasciano: lei si lega al cuoco Karl; lui si fidanza con Manuela, sorella del commissario, e lascia la forestale.

### Quarta stagione
Dopo la partenza di Pietro per il Nepal, il nuovo comandante della forestale è Francesco Neri, un uomo in crisi per la morte di suo figlio e lasciato dalla moglie Livia, la quale si è stabilita nella comunità religiosa gestita da Albert Kroess, detto "Il Maestro", che Francesco sospetta essere implicato in un omicidio. Nappi è geloso del rapper Fedez, che gli contende Eva, e la loro relazione è inoltre sabotata da Cristina, sorella di Huber, innamorata del commissario. Tommaso è alle prese con il padre del figlio di Natasha, mentre l'etologa Emma, malata di aneurisma cerebrale, si innamora di Francesco.

### Quinta stagione
Dopo l'omicidio della moglie Livia, Francesco Neri inizia una relazione con Emma. Quando scopre da Gunther, fedele braccio destro di Kroess, che la moglie potrebbe aver avuto un figlio durante la permanenza a Deva, chiede aiuto a una sua amica ed ex membro di Deva, Adriana, nell'indagine. La donna, dopo poco, viene uccisa, lasciando una figlia adolescente e una sorella, Valeria, anch'ella nella forestale. Emma collabora con il maso della famiglia Moser, dove riesce a far lavorare anche Kroess, che si trova in carcere. Eva, dopo aver partorito una bambina, Carmela detta Mela, scappa lasciando perdere le sue tracce e lascia la figlia in mano al papà Vincenzo.

### Sesta stagione -I guardiani
Nappi, sua figlia Carmela (detta Mela), Huber e Isabella si trasferiscono a San Vito di Cadore. Francesco, che non è più un forestale, progetta di guidare un branco di lupi in Slovenia, realizzando il sogno di Emma, che nel frattempo ha sposato, ma che è morta per un aneurisma cerebrale.
Decide però di fermarsi in paese per indagare sul tentato omicidio della misteriosa Dafne Mair, collegato alla riapertura di una vecchia miniera, e, inaspettatamente, anche alla morte di Emma. Nappi si è fidanzato con la ricca Elda, ma il casuale incontro con Carolina fa vacillare le sue certezze; da Napoli per sposarsi torna Manuela, che però sarà chiamata a prendere decisioni importanti sulla sua vita, come quella di seguire le orme del padre e del fratello e realizzare il suo sogno di diventare poliziotta.

### Settima stagione
Ormai ispettrice, Manuela Nappi, sorella del vice questore Vincenzo, torna a San Vito di Cadore per indagare sulla morte sospetta di una donna, Roberta. Durante le indagini Manuela si confronterà con due uomini: il misterioso Nathan, l’uomo degli orsi, e Gregorio Masiero, uno scultore solitario che nasconde profonde ferite derivate dalla morte della moglie Roberta. I due fratelli Nappi sono affiancati dall’inossidabile Huber, alle prese con la figlia adolescente. Vincenzo e Carolina si sono trasferiti con i figli in una casa comune: Carolina ormai è una donna in carriera, lavora e guadagna più di Vincenzo, che si occupa della gestione della casa, un’inversione di ruoli che mette in crisi il commissario, così come il ritorno a San Vito di Eva, mamma di Mela ed ex grande amore di Vincenzo. Intanto, la natura incantata della valle sembra minacciata dell’espansione di un potente allevatore locale, Luciano Paron, che per di più non avendo eredi ha messo gli occhi sul nipote di Nathan, Mirko, che cerca di avvicinare a sé come fosse un figlio. Tra Nathan e Paron sembra ci sia un conto aperto che emerge dal passato.

### Ottava stagione
Vincenzo ha ormai imparato a fidarsi di sua sorella Manuela, la cui vita è stata stravolta dall'incontro con Nathan. Quest'ultimo, che ancora non sa niente del suo passato, è diffidente e guardingo; l'arrivo di Stephen Anderssen, intento a salvare un ghiacciaio dallo scioglimento, lo aiuterà a far luce sui suoi trascorsi.

## Episodi
| Stagione         | Episodi | Prima TV |
| ---------------- | ------- | -------- |
| Prima stagione   | 12      | 2011     |
| Seconda stagione | 14      | 2012     |
| Terza stagione   | 18      | 2015     |
| Quarta stagione  | 18      | 2017     |
| Quinta stagione  | 10      | 2019     |
| Sesta stagione   | 8       | 2021     |
| Settima stagione | 8       | 2023     |
| Ottava stagione  | 6       | 2025     |

## Personaggi e interpreti

### Personaggi principali

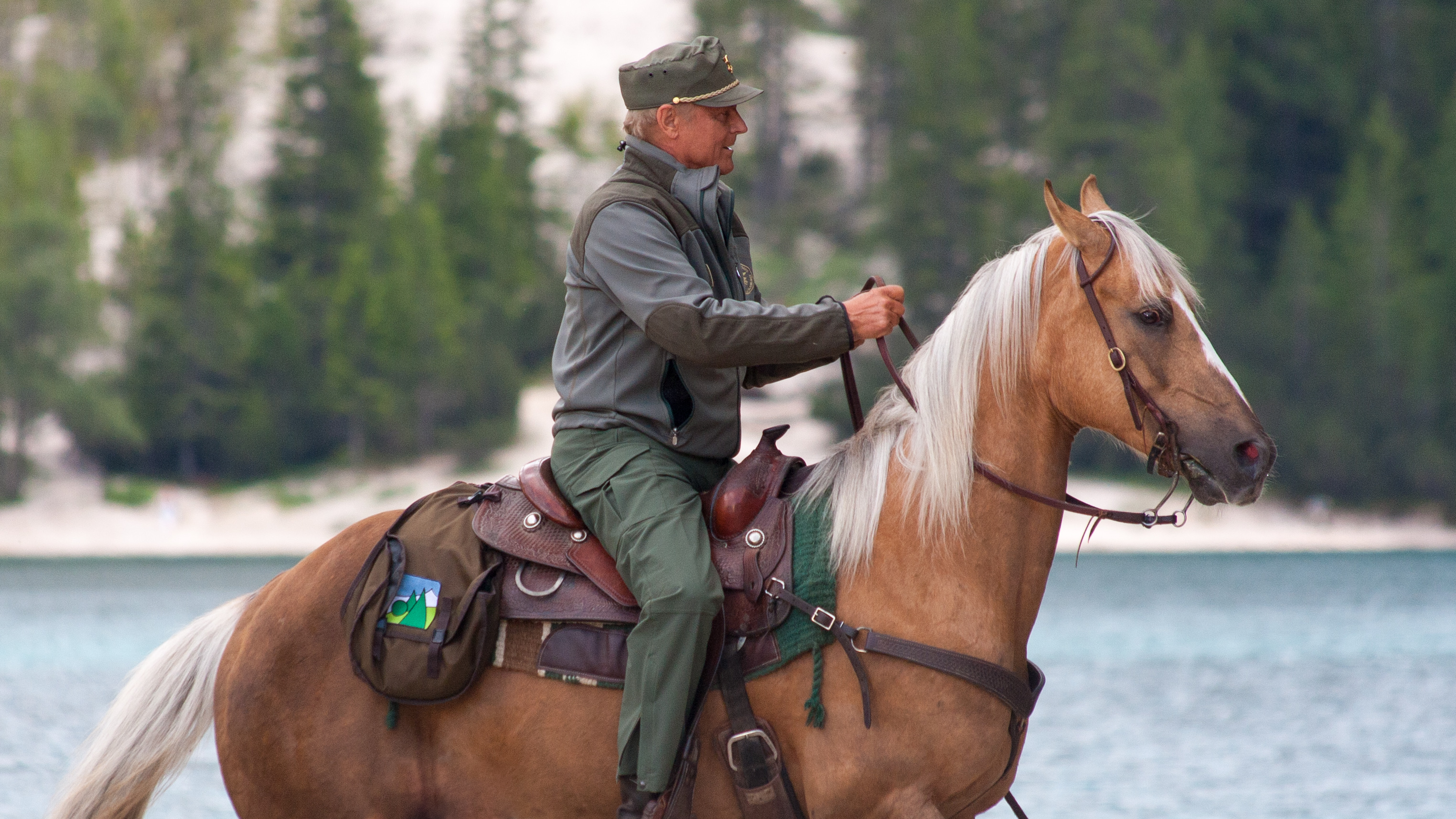
Terence Hill durante le riprese della seconda stagione

- Pietro Thiene (stagioni 1-3), interpretato da Terence Hill.
È l'ispettore superiore forestale. Era uno dei numeri uno al mondo nella scalata, ma ha smesso in seguito all'incidente di sua moglie Giulia, che morì durante una scalata. Pietro venne accusato di omicidio, al processo disse di non ricordare cosa era successo, venendo scagionato per insufficienza di prove. Però Claudia, la sorella gemella di Giulia, e suo figlio Giorgio sono convinti che sia stato lui. Inizierà a insegnare a fare roccia a Giorgio. Durante una scalata salverà la vita a Giorgio e Mattia, che gli farà ricordare che Giulia si sacrificò per lui perché altrimenti la corda non avrebbe retto entrambi. Si avvicinerà molto a Claudia, tra i due ci sarà quasi un bacio, ma poi lei tornerà dal marito. Nell'intervallo fra la terza e la quarta stagione si trasferisce in Nepal.
- Francesco Neri (stagioni 4-6), interpretato da Daniele Liotti.
È il nuovo ispettore capo forestale, subentrato a Pietro. Ha perso il figlio Marco, sparatosi accidentalmente con una pistola lasciata incustodita; l'episodio lo allontana dalla moglie, Livia, che lo incolpa della morte del bambino. Ex membro delle forze speciali, è un cecchino. A San Candido si avvicina all'etologa Emma. Nella quinta stagione inizia una relazione con lei e nella sesta verrà rivelato che Emma è morta dopo il matrimonio con Francesco. In seguito questo ennesimo lutto, Francesco dismette la divisa di forestale e progetta di guidare un branco di lupi in Slovenia (progetto poi realizzato nell'intervallo tra la sesta e la settima stagione), realizzando il sogno di Emma. Decide, però, di fermarsi temporaneamente a San Vito di Cadore, dove il suo amico commissario Vincenzo si è trasferito, per scoprire il mistero dietro il tentato omicidio di Dafne Mair. Nell'intervallo tra la sesta e la settima stagione si trasferisce in Slovenia.
- Vincenzo Nappi (stagione 1-in corso), interpretato da Enrico Ianniello.
È il vice questore aggiunto di San Candido, stereotipo del napoletano verace che viene trasferito in mezzo ai monti. Inizialmente s'innamora di Silvia, mentre in seguito intraprende un'altalenante relazione con Eva, la quale lo renderà padre di Carmela detta Mela, che Vincenzo crescerà da solo perché la sua relazione con Eva si conclude nella quinta stagione. Nella sesta stagione si trasferisce con la figlia a San Vito di Cadore, seguito da Isabella, Huber e la sua famiglia. Nel finale capirà di amare Carolina e i due inizieranno una relazione.
- Manuela Nappi (stagioni 3, 6-in corso), interpretata da Giusy Buscemi.
È la sorella minore del vice questore aggiunto Vincenzo Nappi e compare per la prima volta nella terza stagione. La ritroviamo nella sesta stagione, in procinto di sposare il suo nuovo fidanzato Antonio. Quando manda a monte le nozze perché spaventata dagli atteggiamenti dell'uomo, decide di fermarsi a San Vito di Cadore dal fratello. Sviluppa una bella intesa con Francesco senza però che ciò sfoci in amore perché Francesco è troppo ferito per la morte di Emma.
- Huber Fabricetti (stagione 1-in corso), interpretato da Gianmarco Pozzoli.
È l'assistente capo di polizia di Nappi. Ha quattro figli.
- Felicino "Roccia" Scotton (stagioni 1-4), interpretato da Francesco Salvi.
È il sovrintendente capo forestale, detto "Roccia", di origini venete per l'accento, fratello di Assunta e padre di Chiara. Nella quinta stagione dopo essere andato in pensione, esce di scena.
- Assunta Scotton (stagioni 1-3), interpretata da Katia Ricciarelli.
È la sorella di "Roccia", pia donna ma anche nota "chiacchierona". Si trasferirà a Innsbruck con Chiara e il marito Karl.
- Chiara Scotton (stagioni 1-3, guest 4), interpretata da Claudia Gaffuri.
È la figlia cieca di "Roccia", ha una relazione importante con Giorgio, ma in seguito s'innamora di Karl Reuter, con cui si sposa, e si trasferisce a Innsbruck insieme ad Assunta. Torna a San Candido dopo che il padre Roccia viene aggredito, e si scopre che lei e Karl aspettano un bambino.
- Giorgio Gualtieri (stagioni 1-3), interpretato da Gabriele Rossi.
È il figlio di Claudia e nipote di Pietro. Ha una storia importante con Chiara.
- Silvia Bussolati (stagioni 1-2), interpretata da Gaia Bermani Amaral.
È la veterinaria della forestale che, negli anni, ha fatto "perdere la testa" a numerosi paesani. Si fidanza con Vincenzo, salvo per poi lasciarlo fra la seconda e la terza stagione, perché incinta di Tobias, suo ex fidanzato.
- Natasha Volkova (stagioni 3-4, ricorrente 2), interpretata da Caterina Shulha.
È una ragazza ucraina rapita e costretta a prostituirsi, che riesce a uscire dal giro e a ritrovare suo figlio grazie a Pietro. Intraprende in seguito una relazione con Tommaso.
- Tommaso Belli (stagioni 3-4), interpretato da Tommaso Ramenghi.
È una nuova guardia forestale che prende il posto di Silvia. Intraprende in seguito una relazione con Natasha.
- Eva Fernández (stagioni 3-5, 7, guest 6), interpretata da Rocío Muñoz Morales.
È una modella, inizialmente costretta a San Candido in quanto condannata ai servizi sociali, e di cui il commissario s'innamora, ricambiato. Nella quarta stagione il loro rapporto entra brevemente in crisi. Nella quinta diventa mamma di Mela, che affida alle cure del papà Vincenzo, preda di una depressione post-partum. Dopo aver fallito nel riconquistare la fiducia dell'uomo, parte, lasciando definitivamente a lui la custodia della figlia, ma torna nella settima stagione molto più matura e pronta a riprendersi il suo posto nella vita di Mela.
- Karl Reuter (stagione 3), interpretato da Giovanni Scifoni.
È un cuoco che assume Chiara Scotton come sua aiutante, per poi finire con l'innamorarsene. In seguito si sposano e si trasferiscono a Innsbruck, dove aprono un ristorante con Assunta.
- Emma Giorgi (stagioni 4-5, ricorrente 6), interpretata da Pilar Fogliati.
È una giovane etologa con la passione per i lupi, malata di aneurisma cerebrale. È amica di Pietro, conosciuto in Nepal. È un'amante della natura e cerca di vivere ogni secondo al massimo, proprio perché sa che per lei potrebbe essere l'ultimo. S'innamora di Francesco, ricambiata nonostante i sentimenti che lui ancora prova per l'ex moglie. Nella quinta stagione i due diventano una coppia ed Emma resta incinta, ma perde il bambino. Nell'intervallo fra la quinta e la sesta, Emma, dopo essersi sposata con Francesco, muore.
- Albert Kroess, il "Maestro" (stagioni 4-5), interpretato da Matteo Martari.
È un uomo enigmatico ed estremamente bravo nel manipolare le persone, a capo della comunità di Deva, ma a sua volta controllato da Bruno Moser. Uccide Livia e per questo finisce in galera. Fa credere a Francesco che il secondo figlio che aspettava la moglie sia ancora vivo, mentre invece il figlio, Leonardo, è suo e viene allevato dalla famiglia Moser. Ha uno strano rapporto con Emma, che ha fiducia nella sua possibilità di redimersi, mentre invece la manipola continuamente. Muore al termine della quinta stagione.
- Livia Sonzogni (stagione 4), interpretata da Daniela Virgilio.
È la moglie di Francesco, allontanatasi da lui dopo la morte del loro figlio. Prima di morire rivela a Francesco di essere rimasta incinta ma di avere abortito, mentre invece il figlio è di Kroess e viene allevato dai Moser. Kroess è anche il suo assassino.
- Zoe Sartori (stagione 4), interpretata da Francesca Piroi.
È la sorella di una ragazza scomparsa, che si scopre essere stata assassinata da Kroess. È fidanzata con Martino, il più giovane dei forestali.
- Martino Bechis (stagioni 4-5), interpretato da Pierangelo Menci.
È un giovane membro delle guardie forestali. Si fidanza con Zoe.
- Valeria Ferrante (stagione 5), interpretata da Beatrice Arnera.
È la nuova sovrintendente capo a sostituzione di Roccia dal carattere forte che nasconde una ferita profonda. È la sorella di Adriana. Ha un flirt con Vincenzo. Si trasferisce per motivi di lavoro.
- Adriana Ferrante (stagione 5), interpretata da Giulia Fiume.
È una maestra elementare che ha fatto parte della comunità di Deva insieme alla figlia Isabella ed è la sorella maggiore di Valeria. Si occupa di gestire l'arrivo degli immigrati a San Candido. Muore e solo dopo molto tempo si scopre che l'assassina è Ingrid Moser.
- Isabella Ferrante (stagioni 5-6), interpretata da Jenny De Nucci.
È la figlia di Adriana, innamorata di Klaus. Dopo essere stata lasciata, si trasferisce a San Vito di Cadore con Vincenzo, Mela e Huber. Nella sesta stagione si innamora di Enrico e inizia con lui una relazione.
- Bruno Moser (stagione 5), interpretato da Stefano Cassetti.
Possiede un allevamento di cavalli, marito di Ingrid, padre di Klaus e di altre due ragazze, e padre putativo di Leonardo. Capo di Albert Kroess e vero proprietario della comunità di Deva e di molte altre.
- Ingrid Moser (stagione 5), interpretata da Serena Autieri.
È la moglie di Bruno e la madre di Klaus, responsabile della morte di Adriana Ferrante.
- Klaus Moser (stagione 5), interpretato da Matteo Oscar Giuggioli.
È il figlio di Bruno e Ingrid, ragazzo di sani principi, e fidanzato di Isabella nella quinta stagione.
- Carolina Volpi (stagione 6-in corso), interpretata da Serena Iansiti.
Consulente ecologica di indole truffaldina, organizza feste e si occupa del matrimonio di Manuela e Antonio, diventando amica di Elda. Si infatua di Vincenzo e inizia con lui una relazione.
- Dafne Mair (stagione 6), interpretata da Aurora Ruffino.
Ragazza che viene ritrovata da Francesco in fin di vita. Ha una figlia, Lara, con cui vive in una baita isolata nei boschi. Originaria di San Vito di Cadore, è sparita dalla circolazione per quindici anni, dopo la morte della madre Elisabetta, prima di tornarvi per ragioni sconosciute.
- Elda (stagione 6), interpretata da Anna Dalton.
Ex fidanzata di Vincenzo, proprietaria dell'eco-condominio dove vivono, è un'ambientalista radicale, convintamente vegana.
- Christoph (stagione 6), interpretato da Carlo Cecchi.
Amico di vecchia data di Francesco, ex scalatore ed esploratore, vive da eremita con un'aquila che ha addomesticato. Rivela di essere il padre di Dafne, da lui abbandonata ancora prima che nascesse.
- Nathan Sartor (stagione 7-in corso), interpretato da Marco Rossetti.
È noto in paese come l'uomo degli orsi perché da bambino è stato ritrovato da solo nella foresta. Adottato da due antropologi, i genitori di Adele, una volta compiuta la maggiore età, Nathan è tornato a vivere nella natura selvaggia.
- Gregorio Masiero (stagione 7), interpretato da Leonardo Pazzagli.
È un artista locale. Da pochi mesi ha perso la moglie Roberta e deve crescere da solo il figlio Andrea, rischiando di perdere anche l'affido del piccolo. Proprio per questo, Manuela lo avvicina per cercare di aiutarlo a rimettere insieme i pezzi della sua vita.
- Luciano Paron (stagione 7), interpretato da Giorgio Marchesi.
È l'uomo più ricco e potente della valle, proprietario di una delle più grandi mandrie di bovini del Veneto.
- Stephen Anderssen (stagione 8), interpretato da Raz Degan.
È il padre naturale di Nathan.

### Personaggi secondari
- Sindaco di San Candido (stagione 1), interpretato da Mauro Pirovano.
Uomo politico.
- Segretario del sindaco di San Candido (stagione 1), interpretato da Sandro Trigolo.
Uomo ligio al dovere.
- Claudia Gualtieri (stagione 1), interpretata da Bettina Giovannini.
È la madre di Giorgio, cognata di Pietro.
- Marcella Cuccurullo (stagione 1), interpretata da Valentina D'Agostino.
È la fidanzata del commissario Nappi. I due poi si lasciano, in quanto quest'ultimo rimane attratto da Silvia.
- Anya (stagione 2), interpretata da Catrinel Marlon.
 Anya è una ragazza che Pietro ritrova ferita nei boschi. Tra i due sembra esserci attrazione, ma viene uccisa da Nikolaj, lasciando in Pietro un grande vuoto.
- Emma Voronina (stagione 2), interpretata da Magdalena Grochowska.
È una dottoressa che di nascosto prova un sentimento di profondo affetto nei confronti di Pietro.
- Tobias (stagione 2), interpretato da Raniero Monaco di Lapio.
È uno zoologo, ex fidanzato di Silvia.
- Astrid (stagione 2), interpretata da Miriam Leone.
È la cugina di Huber.
- Miriam (stagione 2), interpretata da Alice Bellagamba.
È l'amica e rivale in amore di Chiara, barista in un bar di San Candido.
- Marco (stagione 2), interpretato da Alan Cappelli Goetz.
È un ragazzo che s'invaghisce di Chiara.
- Nikolaj Yelisev (stagione 2), interpretato da Daniel Vivian.
Si finge il padre di Anya; si scopre poi essere invischiato in un giro di prostituzione.
- Antonella Fabricetti (stagioni 2, 4), interpretata da Eleonora Sergio (st. 2) e da Alice Mangione (st. 4).
È la moglie di Huber.
- Federico Ruffo, detto Rico (stagione 3), interpretato da Fabio Fulco.
Era l'uomo con cui Eva si doveva sposare.
- Cristina Fabricetti (stagione 4), interpretata da Alice Torriani.
È la sorella di Huber. Si innamora di Vincenzo e fa di tutto per sabotare l'amore tra lui ed Eva, ma alla fine convince Eva a stare con lui e a rinunciare a partire.
- Eugenij Sr. (stagione 4), interpretato da Cristian Popa.
È l'ex fidanzato di Natasha e il padre del suo bambino. Alla fine viene arrestato e si scopre che ha permesso il rapimento di Natasha.
- Anna Hofer (stagione 4), interpretata da Cristina Marino.
Figlia di un ricco proprietario terriero, intreccia una relazione con Tommaso, mettendo in pericolo quella con Natasha.
- Padre di Anna Hofer (stagione 4), interpretato da Alberto Giusta.
Genitore premuroso.
- Madre di Anna Hofer (stagione 4), interpretata da Valentina Tomada.
Genitore premurosa.
- Fedez (stagione 4), interpretato da se stesso.
Arrivato a San Candido in cerca di tranquillità per scrivere il suo prossimo album, per ragioni di gossip diventa ben presto il "finto" fidanzato di Eva Fernández.
- Stephen Berger (stagione 4), interpretato da Luca Fiamenghi.
È l'ex fidanzato di Anna Hofer.
- Gunther (stagione 4, guest 5), interpretato da Francesco Castiglione.
Scagnozzo di Albert Kroess. Rapisce Emma per far rilasciare il maestro. Poi muore suicida davanti a Francesco e gli rivela che "loro" hanno suo figlio.
- Carlo Casarin (stagione 5), interpretato da Davide Paganini.
È il socio di Adriana nella gestione dei migranti, implicato in loschi affari di immigrazione clandestina.
- Elena Salvi (stagione 5), interpretata da Sinja Dieks.
È la psicologa del carcere di San Candido, che si infatua di Francesco.
- Leonardo Sonzogni (stagione 5), interpretato da Leonardo Trevisan.
È il figlio nato dalla relazione segreta tra Kroess e Livia Sonzogni, ex moglie di Francesco Neri, e cresciuto dalla famiglia Moser senza conoscere la verità sulla sua nascita.
- Enrico Costa (stagione 6), interpretato da Luca Chikovani.
Compagno di scuola di Isabella, molto ricco e schivo verso tutti. Nasconde una malattia. Nella sesta stagione inizia una relazione con Isabella.
- Giorgio (stagione 6), interpretato da Filippo De Carli.
Fidanzato di Isabella nella sesta stagione.
- Antonio (stagione 6), interpretato da Flavio Furno.
Amico di Vincenzo e fidanzato di Manuela all'inizio della sesta stagione, viene lasciato all'altare per alcuni atteggiamenti violenti.
- Moritz (stagione 6), interpretato da Fabio Ghidoni.
Ex marito di Carolina Volpi, padre di Paolo.
- Adele Sartor (stagione 7), interpretata da Giulia Vecchio.
Sorella di Nathan e madre di Mirko, si occupa della comunità di recupero "Eden".
- Anna (stagione 8), interpretata da Cecilia Bertozzi.
 Ricercatrice nel gruppo di Stephen Anderssen.
- Laura Sostegni (stagione 8), interpretata da Alice Arcuri.
Ricercatrice per un'associazione scientifica, legata allo studio dei ghiacciai. È l'assassina di Stephen Anderssen.
- Gabriele (stagione 8), interpretato da Alberto Boubakar Malanchino.
Ingegnere nel gruppo di Stephen Anderssen.

## Colonna sonora
La colonna sonora delle prime tre stagioni è stata composta da Pino Donaggio, in seguito da Andrea Guerra. La sigla di testa della quarta e quinta stagione, If I Could, è cantata da Ermanno Giove. Dalla sesta stagione la sigla di apertura e tema principale è il brano Free Your Heart (A. Guerra - G. Giombolini - E. Giorgetti - B.A. Pierotti - M. Von Burer), interpretato da Chiara Galiazzo ed Ermanno Giove. La sigla di chiusura è Feel Alive, degli stessi autori, con lo stesso testo di If I Could, e interpretato sempre da Chiara Galiazzo. La colonna sonora della fiction è edita su supporto fisico e digitale dalla stessa Lux Vide.
Tracklist completa (stagioni 6-7)
1. Free Your Heart – Andrea Guerra feat. Ermanno Giove e Chiara Galiazzo
2. On a Fiery Night – Andrea Guerra feat. Luca Chikovani
3. If I Could (Feel Alive) – Andrea Guerra feat. Chiara Galiazzo
4. Dream – Andrea Guerra feat. Ermanno Giove
5. Hold True – Andrea Guerra feat. Chiara Galiazzo
6. Tame Your Fears – Andrea Guerra feat. Ermanno Giove
7. I Guardiani (Interlude) – Andrea Guerra
8. Lone Hearted Soul – Andrea Guerra feat. Luca Chikovani
9. Drift Alone – Andrea Guerra feat. Ermanno Giove
10. If I Could – Andrea Guerra feat. Ermanno Giove
11. Pull Me – Andrea Guerra feat. Chiara Galiazzo
12. Another Dream World – Andrea Guerra feat. Chiara Galiazzo
13. I Guardiani (Ending) – Andrea Guerra

## Produzione
Il nome originariamente previsto per la serie televisiva era L'uomo dei boschi, poi cambiato in Un passo dal cielo. Le riprese esterne sono iniziate in Alta Val Pusteria il 12 giugno 2010, poi il set si è trasferito a Roma per girare le interne, per tornare infine altre quattro settimane in Alto Adige nel mese di settembre e ottobre.
La serie fa uso di pubblicità indiretta e, per le prime stagioni, è stata inoltre finanziata e sponsorizzata a fini turistici dalla Business Location Südtirol, società della provincia autonoma di Bolzano.
Nel maggio 2011, subito dopo la fine della prima stagione, la serie viene rinnovata per una seconda stagione. Le riprese sono cominciate il 2 aprile 2012 a Roma, a quasi due anni di distanza dalle riprese per la prima stagione, con tutto il cast confermato. Da maggio a metà agosto le riprese si sono svolte a San Candido, Dobbiaco e presso il lago di Braies. La regia è affidata a Riccardo Donna. Visti gli ottimi ascolti della seconda stagione, la serie è stata rinnovata per una terza stagione, le cui riprese sono cominciate il 5 maggio 2014; fra le new entry nel cast artistico figurano Giusy Buscemi, Tommaso Ramenghi, Giovanni Scifoni, Fabio Fulco e Rocío Muñoz Morales.
Nell'estate 2015 è stata confermata la produzione di una quarta stagione, nonostante la già ufficializzata uscita di scena di Terence Hill; in questa stagione c'è l'entrata nel cast del protagonista che sostituisce Hill, Daniele Liotti, e, come personaggio ricorrente, del rapper Fedez. 
Il 22 marzo 2017, viene confermato dalla Rai il rinnovo della serie per una quinta stagione, ambientata sempre in Alto Adige. Nel novembre 2019, al termine della trasmissione della quinta, viene annunciata la produzione di una sesta stagione.
Ad aprile 2022 viene annunciata la messa in cantiere di una settima stagione, che vede l'abbandono di Liotti; ciò comporta la promozione di Giusy Buscemi, già presente con un ruolo secondario nelle stagioni precedenti, a protagonista della serie. Le riprese sono iniziate il 29 agosto 2022, con messa in onda nella primavera del 2023. Al termine della stessa viene annunciata la produzione di un'ottava stagione, girata tra l'estate e l'autunno del 2024, con messa in onda nell'inverno del 2025: accanto ai confermati Buscemi, Ianniello e Rossetti entrano nel cast Raz Degan, Alice Arcuri, Cecilia Bertozzi e Alberto Boubakar Malanchino, assieme a Nino Frassica in un ruolo ricorrente.

### Riprese

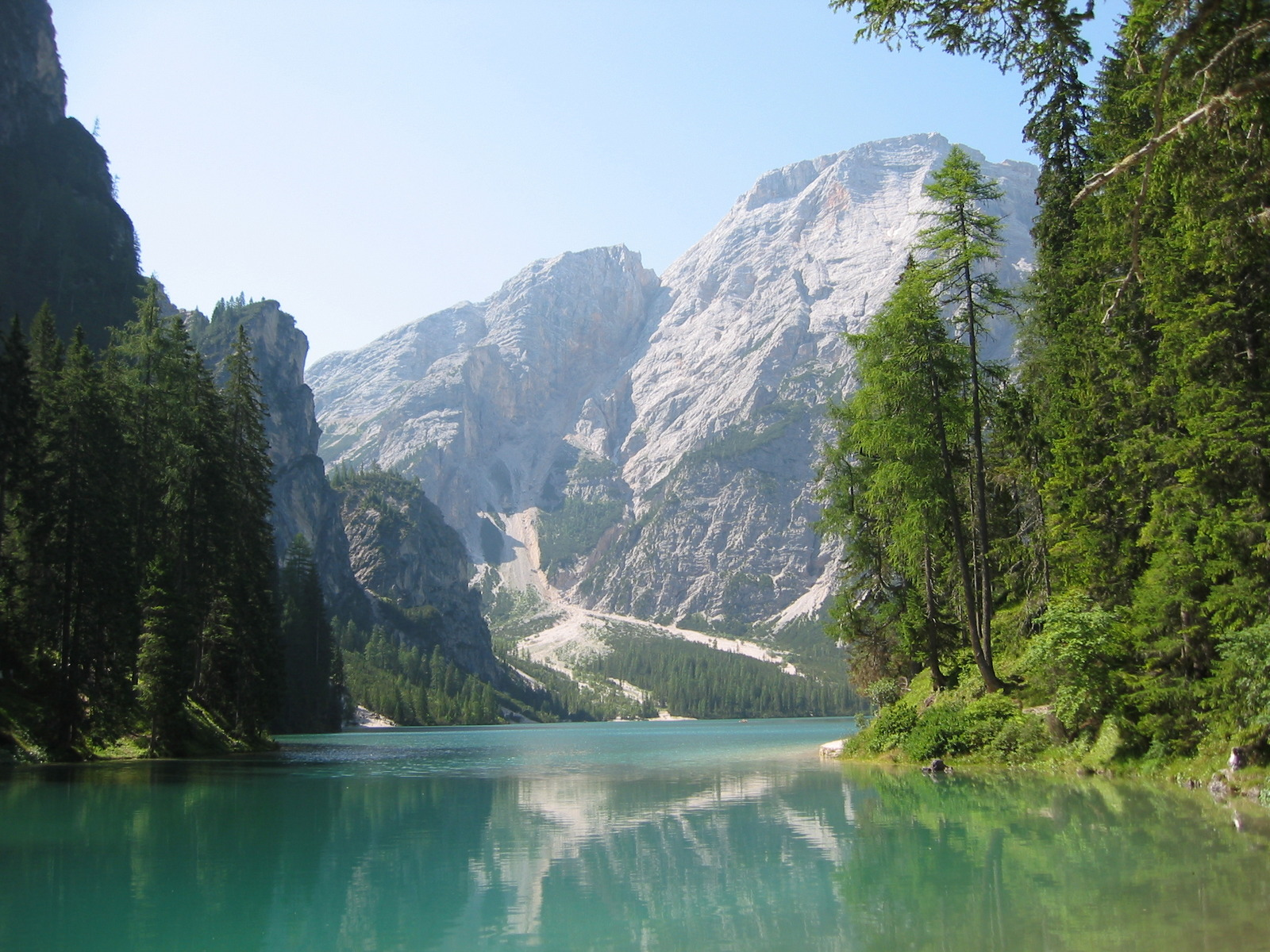
Il lago di Braies

Nonostante le vicende della serie siano incentrate per le prime cinque stagioni a San Candido, nella provincia autonoma di Bolzano, comune che fa parte del parco naturale Tre Cime in Alta Val Pusteria, il più delle scene è stato girato a Braies, nei pressi dell'omonimo lago e, in generale, nei territori vicini del parco naturale Fanes - Sennes e Braies come Prato Piazza e l'omonima malga; altre scene sono state registrate a Dobbiaco, presso la sua stazione ferroviaria e attorno al suo lago. Nella terza stagione, alcune scene sono state filmate nel territorio comunale di Villabassa, a Merano, nelle dolomiti di Sesto in val Fiscalina e ai prati della Croda Rossa di Sesto. Altre scene sono state riprese attorno alle Tre Cime di Lavaredo.
Tutti i personaggi parlano in italiano senza accento tedesco, mentre in realtà l'85% della popolazione di San Candido è di madrelingua tedesca e questo discosta molto la serie dalla realtà.
Dalla sesta stagione l'ambientazione della serie si sposta a San Vito di Cadore, nelle Dolomiti della provincia di Belluno. In tal paese, sulle sponde del lago Mosigo, si trova il commissariato di polizia al centro delle vicende, mentre tra le altre location secondarie vi sono il borgo di Serdes e l'ex cava della Vallesella.
Per quanto riguarda la settima stagione, le location saranno ancora i panorami delle Dolomiti del Cadore: tra cui le Cinque Torri, il Lago di Mosigo, San Vito di Cadore, la Faloria, il Passo Giau, il Passo Falzarego, la Valparola, Auronzo, il Lago di Misurina e molti altri. L'ottava stagione vede tra le location ancora il Faloria, il rifugio Cinque Torri e San Vito di Cadore.